# Грязьова сопка Обручева

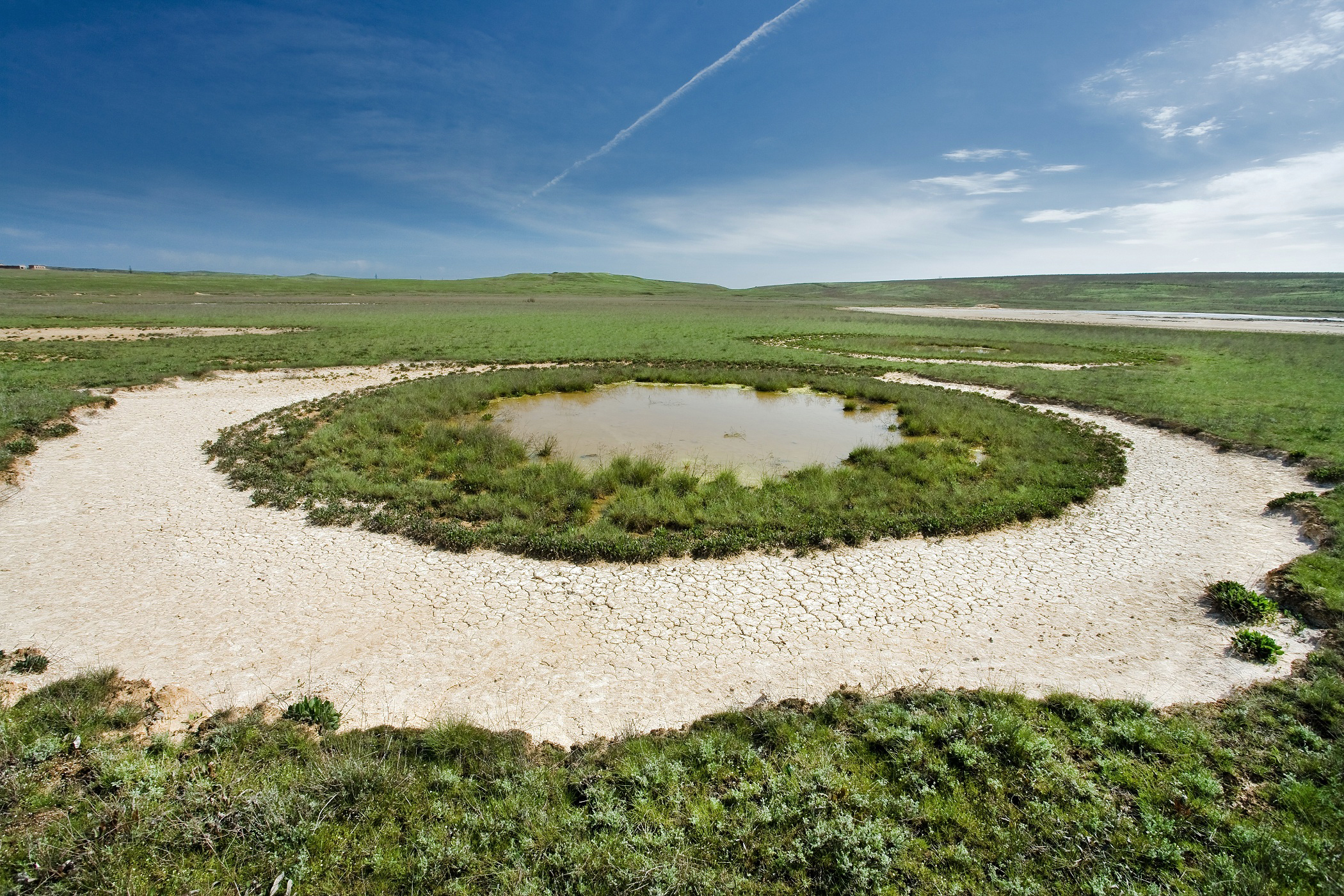
Грязьова сопка Обручева (геологічна пам'ятка природи)

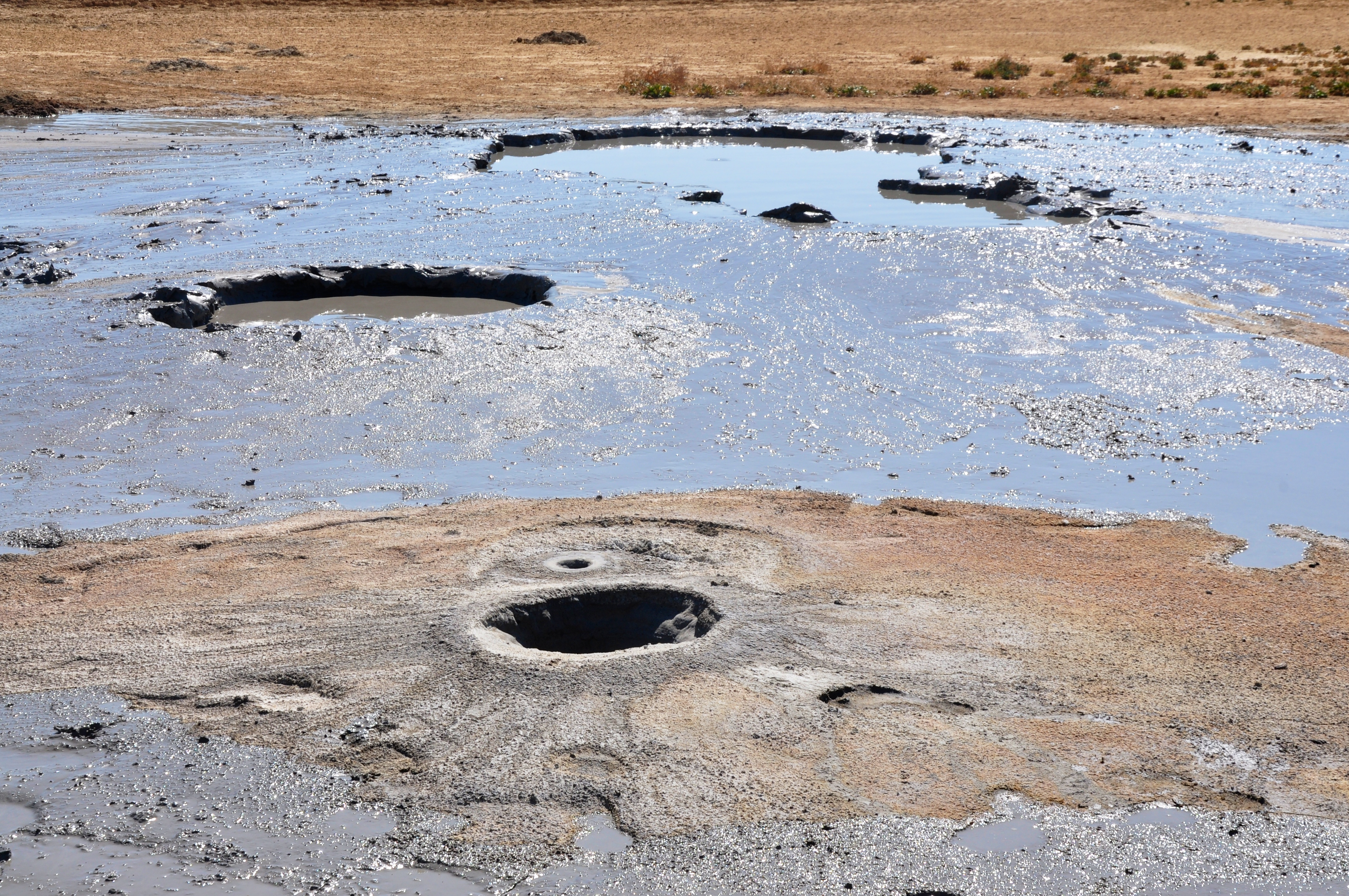
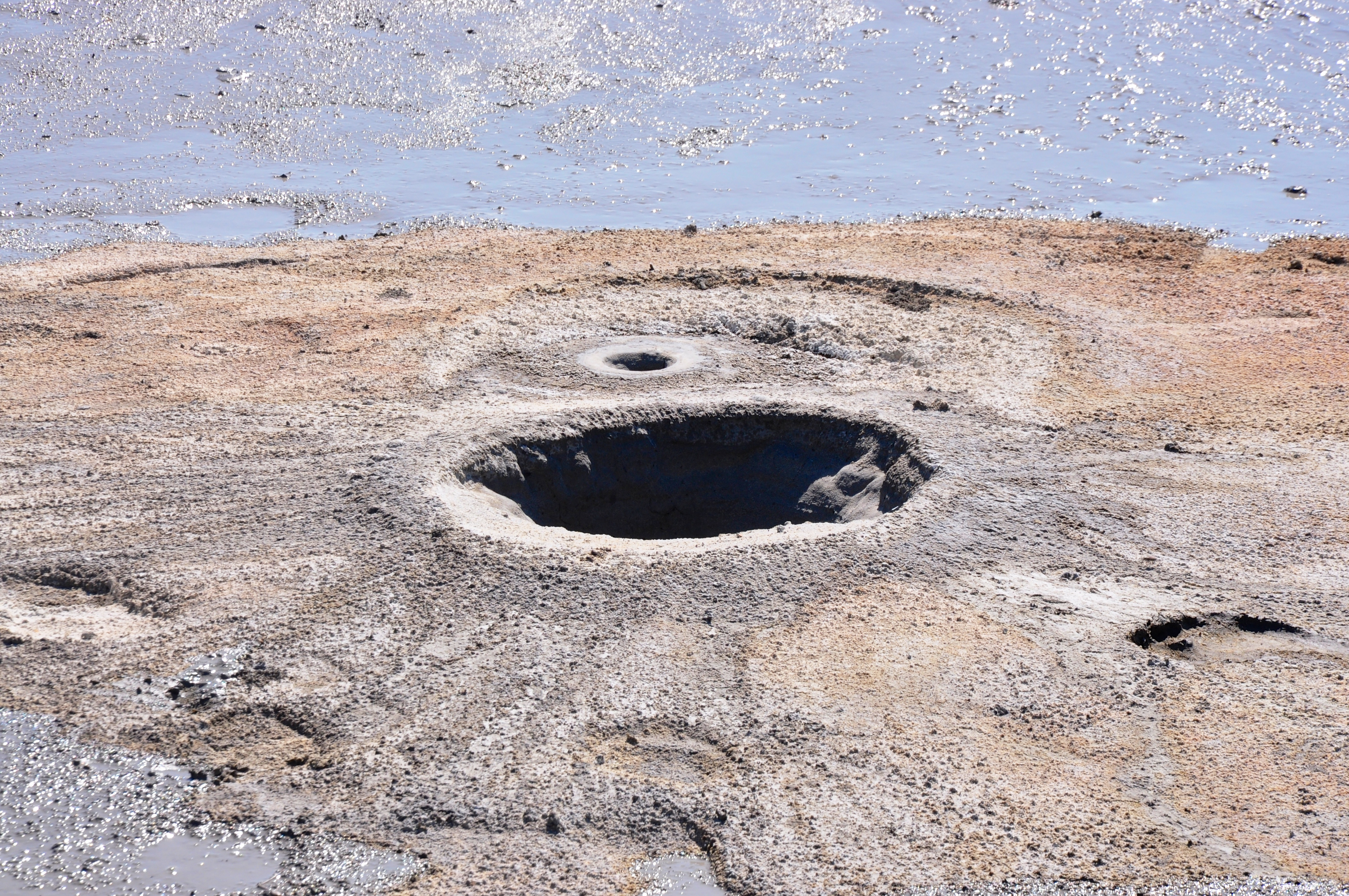
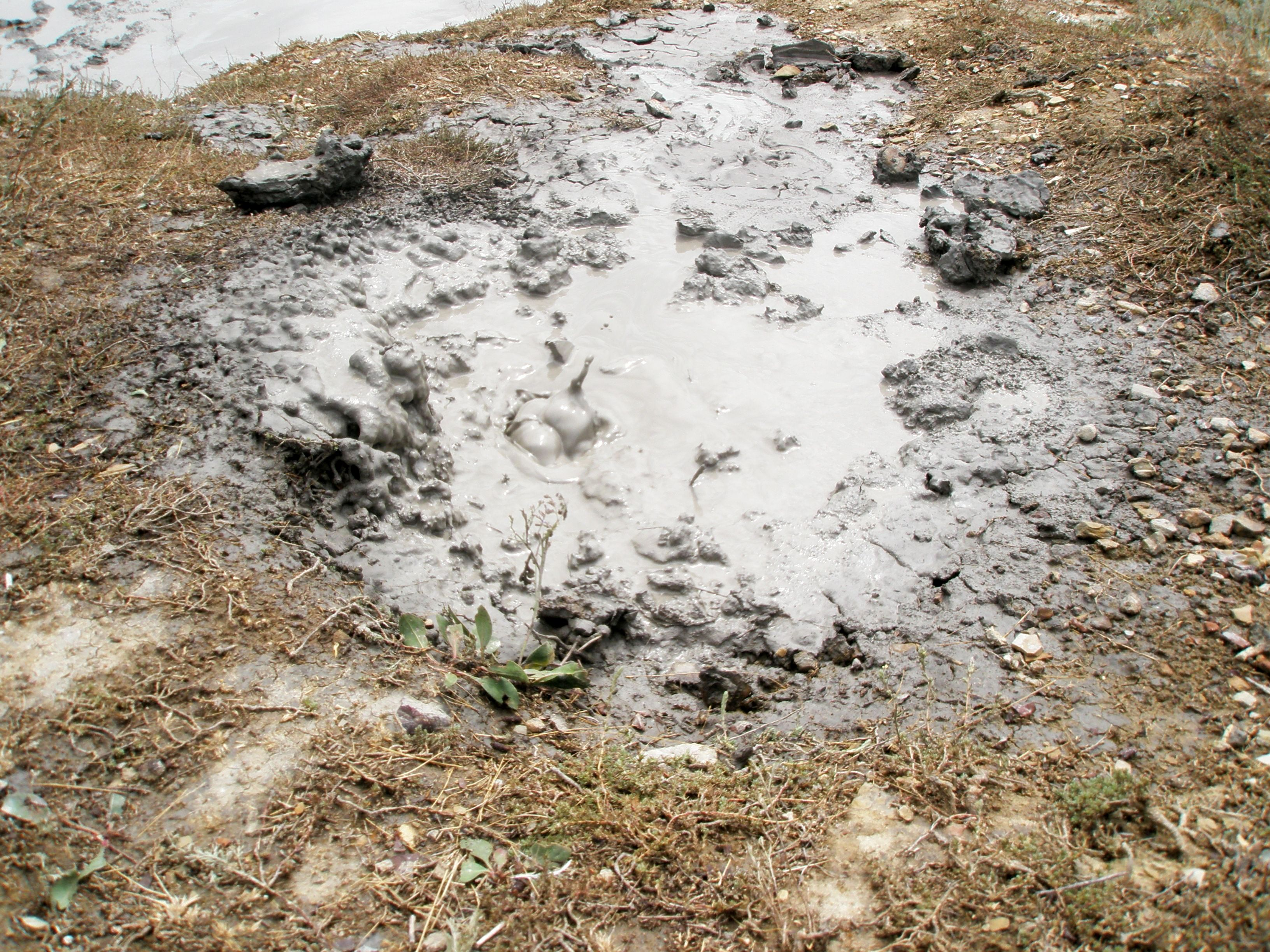
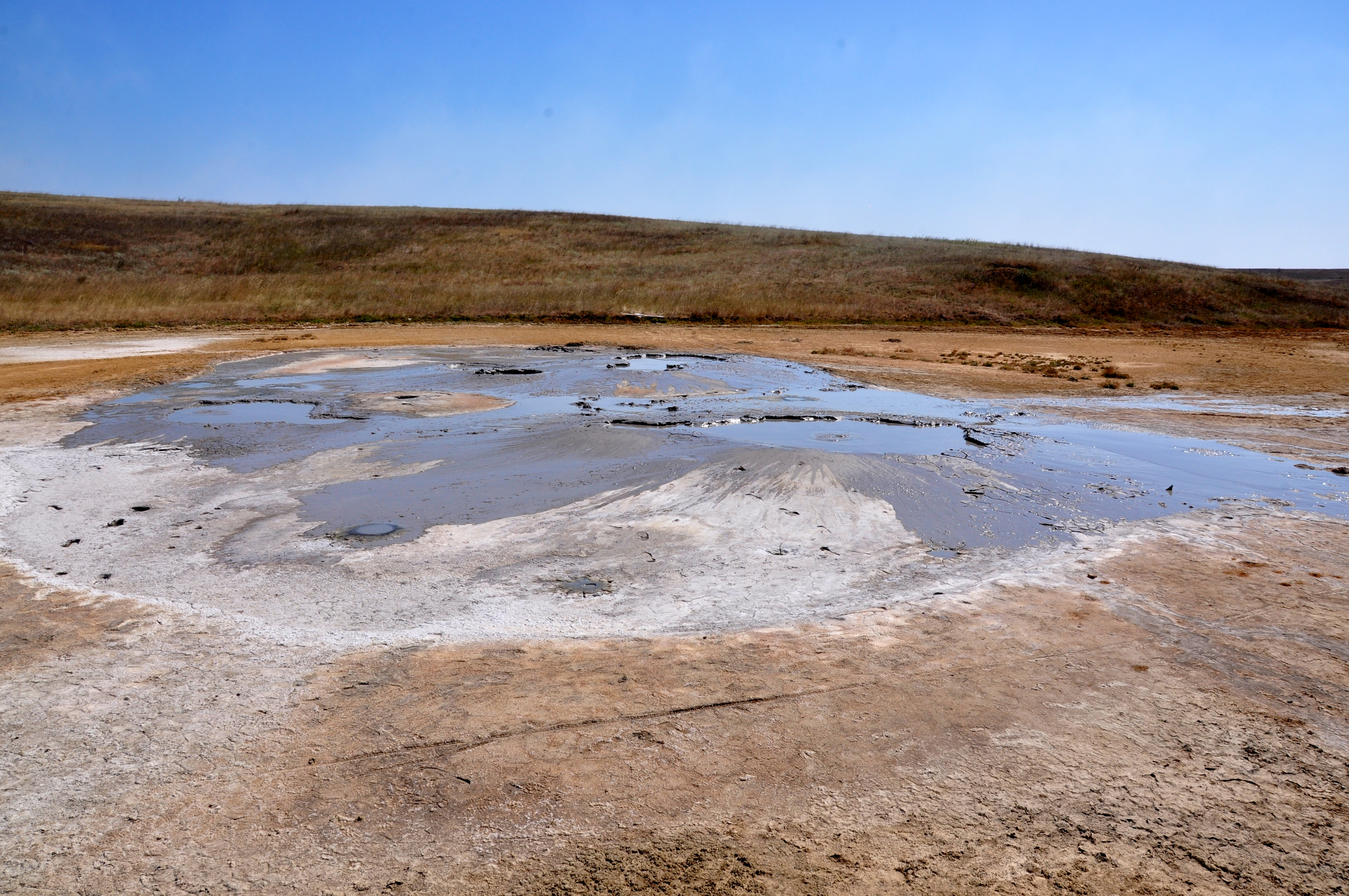
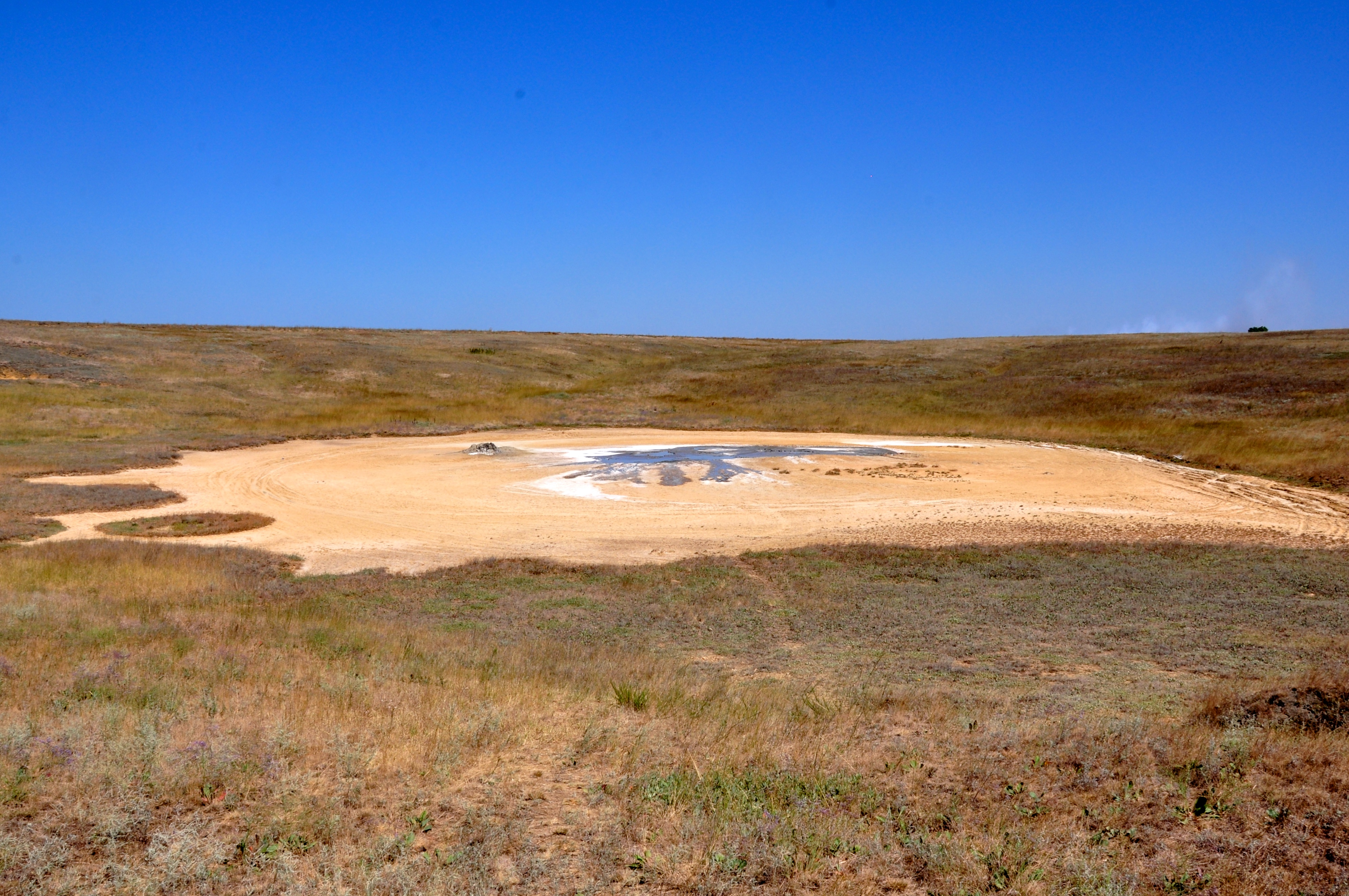

Грязьова сопка Обручева — один із найбільших грязьових вулканів Булганацької групи на Керченському півострові. Від 1969 року — геологічна пам'ятка природи місцевого значення, площа 1 га. Сопку названо на честь російського геолога Володимира Обручева. Входить до Регіонального ландшафтного парку «Караларський»
Сопка розташована в південній частині Булганацької групи грязьових вулканів, у 2-х кілометрах на південь від урочища Великий Вал та 2,5 км на північ від села Бондаренкове, Ленінського району АР Крим.
Вулкан піднімається над місцевістю на 20 метрів (висота 74 м вище рівня моря). Вершина сопки значно змінена земляними роботами. На поверхні конуса вулкана постійно діють грифони — окремі невеликі центри виверження. Великих грифонів три, з них два виділяють воду і газ, а один — густий сопковий мул, завдяки якому сформувався конус. Відомі знахідки піриту, сидериту, родохрозиту та інших мінералів.